# Stadtviertel

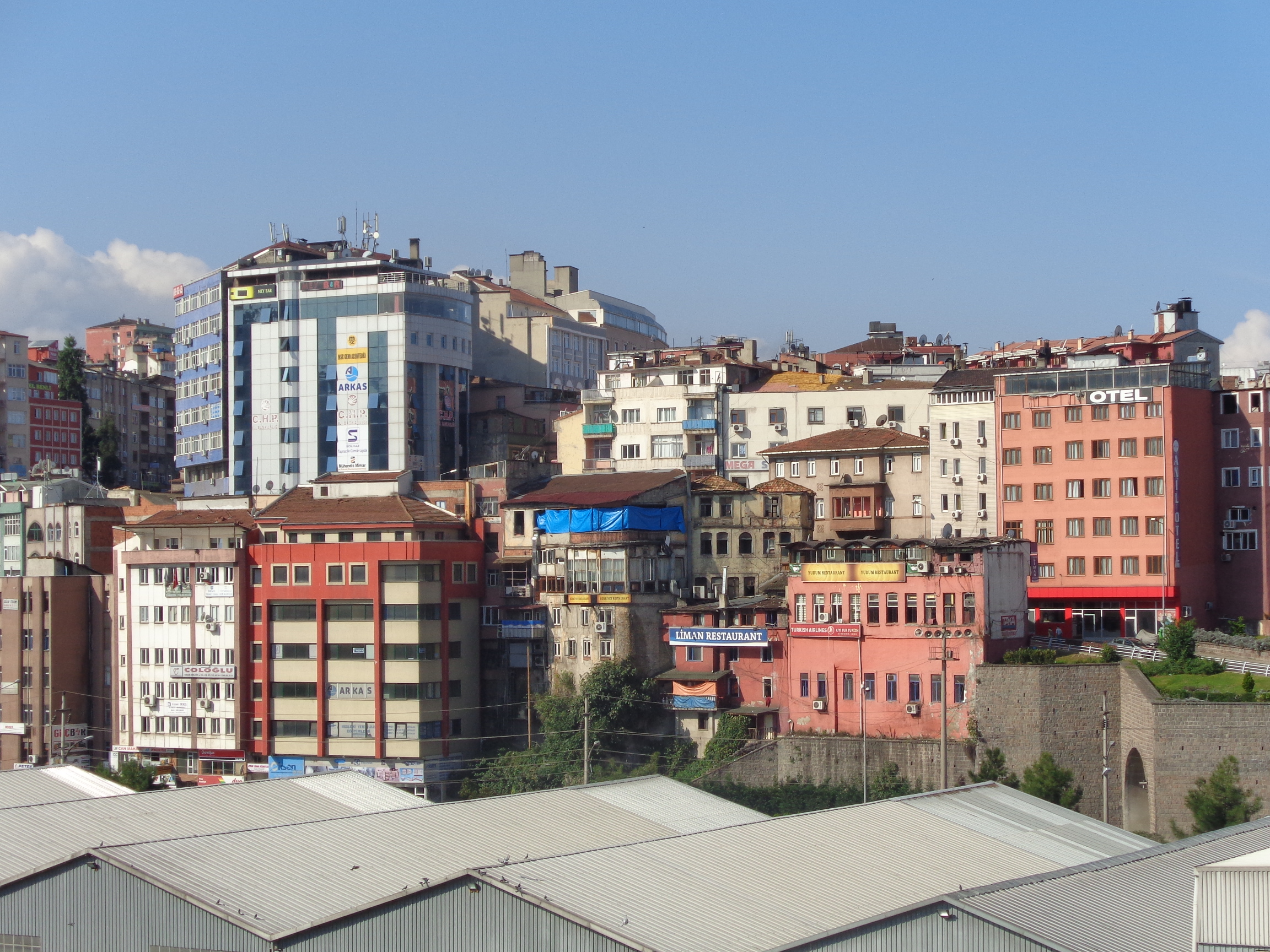
Hafenviertel in Trabzon (2014)

Ein Stadtviertel – auch Stadtgeviert, Stadtquartier, Wohnviertel oder Quartier (von französisch quartier ‚Viertel‘, zu lateinisch quartus ‚der Vierte‘) – ist als Teil einer Stadt ein überschaubares, häufig nur aus einigen Straßenzügen bestehendes Bezugssystem, das sich sowohl räumlich/geografisch als auch von der sozialen oder ethnischen Struktur seiner Bewohner her von anderen Stadtvierteln abgrenzt.

## Begriff

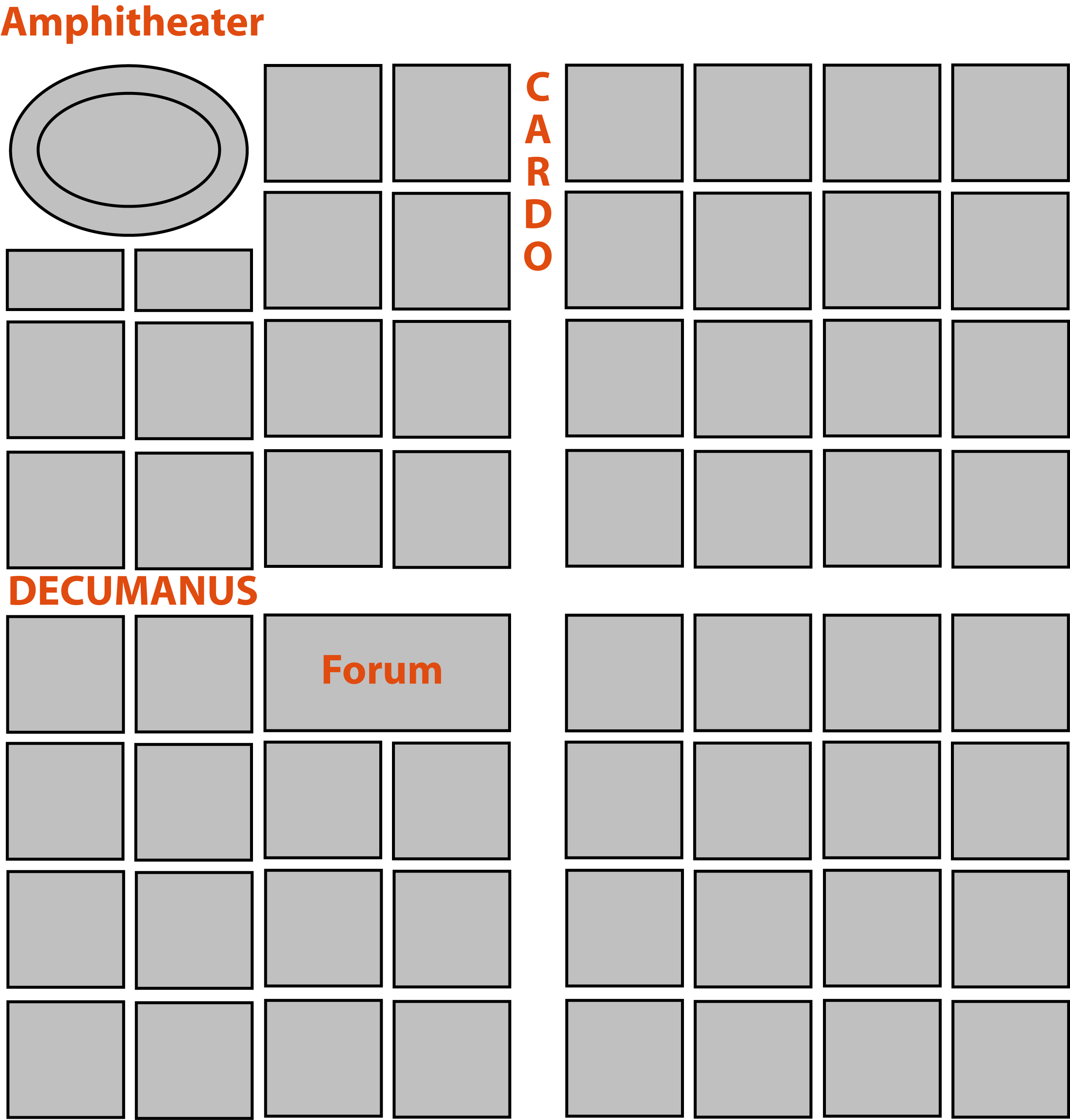
Idealtypischer Aufbau einer römischen Stadt mit Einteilung in Viertel (Quartiere)

Die Bezeichnung stammt ursprünglich von planmäßig angelegten römischen Städten, die bei sich im Zentrum kreuzenden Hauptstraßen (Cardo und Decumanus) in vier gleich große Teile geteilt wurden, vgl. französisch quartier.
Schon Grimms Wörterbuch erkannte im 19. Jahrhundert, dass bei dem Begriff von der Vierteilung der Stadt nicht mehr die Rede sei. Vielmehr werde in der „sprache der gegenwart viertel in beziehung auf gröszere bezirke in unbestimmtem sinne gebraucht, um einen stadttheil zu bezeichnen, der irgendwie von benachbarten sich abscheidet, vgl. z. b. tiergartenviertel, bayerisches viertel in Berlin“. Andererseits könne der Begriff Viertel auch in ganz bestimmtem Sinne gebraucht werden; es bezeichnet dann eines der Häuservierecke, in die der Stadtplan gliedert ist.
Eine räumliche Abgrenzung des Begriffs Stadtviertel wird meist nicht vorgenommen. Das Gebiet wird durch seine Bewohner definiert und ist unabhängig vom Gebiet eines Stadtteils oder Stadtbezirks.

## Quartiere in der Schweiz
Die Bezeichnung «Quartier» als Synonym für Stadtviertel, die in der Schweiz verbreitet ist, ist nicht genau definiert und bezieht sich auf ein räumlich abgegrenztes Wohngebiet unterschiedlicher Größe und Einwohnerzahl. Ursprünglich meinte es «Unterkunft» und kommt aus dem Französischen (Viertel von lateinisch quartarius) und war als Teil eines Heerlagers definiert. Es wurde später hinsichtlich der Bedeutung ausgedehnt und meint heute z. B. auch Bleibe, Unterkunft oder Wohnung. Insbesondere in der Schweiz wird Quartier nicht nur geografisch, sondern auch als Sozialraum durch Aktivitäten, soziale Netze, Sozialstrukturen und Identitätsbezüge der Bevölkerung definiert. Es ist immer Teil eines größeren Ganzen und steht mit diesem in Wechselwirkung.

Der Schweizerische Städteverband sieht in für die Quartierentwicklung die Wohnungspolitik von Bedeutung. Wohnen höre aber nicht an der Haus- oder Wohnungstüre auf, die Wohn- und Lebensqualität hänge auch von der Umgebung im Quartier ab. Die Quartierentwicklung leiste einen wichtigen Beitrag zur sozialen Durchmischung oder dem gesellschaftlichen Zusammenhalt. Im Auftrag des Bundes wird ein «Netzwerk Lebendige Quartiere» als Informations- und Austauschplattform zur Quartierentwicklung unterhalten. Erfahrungsaustausch und neue Erkenntnisse zu vermitteln sowie auf verschiedenen Veranstaltungen zu diskutieren sind dort Schwerpunkte.
In der schweizweiten Systematik der Bundesamtes für Statistik werden «BFS-Quartiere» (in Bern die Statistischen Bezirke) unterschieden, für welche Statistiken schweizweit veröffentlicht werden. Die übergeordnete Ebene (in Bern Stadtteile) und die untergeordnete Ebene (in Bern gebräuchliche Quartiere) existieren vergleichbar in vielen anderen Gemeinden – werden jeweils aber unterschiedlich benannt. Im Verhältnis zu anderen Schweizer Städten ist die Stadtgliederung von Bern hinter Zürich (12 Stadtkreise, 34 Quartiere, 216 statistische Zonen) vergleichbar mit Luzern (2 Stadtteile/6 Stadtkreise, 26 statistische Stadtkreise und 132 Kleinquartiere) und damit in etwa am zweitfeinsten.
- Siehe auch: Quartiere in Bern[7]
- Siehe auch: Ortsteil#Schweiz

## Weitere regionale Bezeichnungen
- Bairro in Portugal und Brasilien, unterschiedlich von Stadt zu Stadt: bei großen Städten auch mit, sonst ohne eigene Verwaltung, oft nur eingebürgerte Bezeichnung.
- Barri in katalanischsprachigen Spanien und Frankreich[8] und quart in Andorra.[9]
- Barrio in Spanien und im spanischsprachigen Lateinamerika
- Buurt in den Niederlanden
- Grätzl in Wien
- Kiez in Berlin und im Nordosten Deutschlands
- Kvarter (ältere Schreibweise von Quarter) – in Schweden, bezeichnet einen innerstädtischen Baublock, umgeben von vier Straßen. Ein „kvarter“ hat immer einen Namen.
- Malgrei im heute zu Bozen gehörenden Zwölfmalgreien
- Mellah (Stadtviertel der Juden) in Nordafrika[10]
- Mohalla in Indien
- Harat (Harāt, von hara „Viertel“) im arabischen Sprachraum,[11] etwa in Ḥārat an-Naṣārā (Christliches Viertel von Damaskus)
- Quartier in Frankreich (siehe auch Quartier (Paris))
- Quartier  lokal auch in Deutschland, z. B. in Augsburg (Kammgarnquartier, Proviantbachquartier und Stadtbachquartier) und Köln (Kwartier Latäng)
- Quartiere (Plur.: Quartieri) in Italien, z. B. Quartieri in Rom
- Veedel in Köln

## Sonderviertel
Viele Stadtviertel haben einen besonderen Charakter, der sich in gängigen Namen widerspiegelt, darunter
- Bahnhofsviertel
- Elendsviertel
- Hafenviertel
- Künstlerviertel
- Szeneviertel
- Lesben- und Schwulenviertel
- Rotlichtviertel
- Ghetto, insbesondere Judenghetto
- Chinatown
- Bankenviertel
- Kirchenviertel